# Charles de Limburg Stirum
Pour les articles homonymes, voir Limburg Stirum.
Le comte Charles Gaetan Cornelis Maria Franciscus de Limburg Stirum, né le 15 septembre 1906 à Huldenberg et décédé le 14 juin 1989 à Bruxelles fut un homme politique belge du parti catholique.

## Biographie
Charles de Limburg Stirum fut licencié en sciences agronomes (Université catholique de Louvain); officier de l’armée belge puis membre de la résistance armée pendant la Seconde Guerre mondiale; Grand Maître du Roi Léopold III de Belgique; chevalier de l’Ordre de la Toison d’or.
Il fut élu sénateur des arrondissements de la province de Luxembourg (1949-1950).

## Généalogie
- Il fut fils de Evrard (1868-1938) et Louise, baronne Gericke d'Herwijnen (1881-1969).
- Il épousa en 1932 Marie Kunigunde, princesse von Lobkowicz (1906-2005). 
  - Ils eurent 8 enfants: Bernard (°1938-2019), Emmanuel (°1940-2020), Jean (°1946-2020), Marie (°1935), Gabrielle (°1936), Sibylle (°1942), Jacqueline (°1943) et Louise (°1949).

## Sources
- Bio sur ODIS